# Actrices (film, 2007)
Pour les articles homonymes, voir Actrices.
Pour plus de détails, voir Fiche technique et Distribution.
Actrices est un film français réalisé par Valeria Bruni Tedeschi, sorti en 2007.

## Synopsis
Marcelline est une comédienne hantée par Natalia Petrovna, l'héroïne de la pièce de Tourgueniev, Un mois à la campagne, qu'elle répète avec énormément de mal. Pour échapper à ses angoisses, elle va à la piscine et nage sur un air de Glenn Miller. Rien n'y fait. Marceline ne va pas bien.
À 40 ans, elle n’est pas mariée, ne vit que pour le théâtre et se rend compte qu’elle n’aura peut-être jamais d’enfants, ce qui redouble ses angoisses. Marcelline cherche sans relâche à communiquer avec tous ceux qui l'entourent, vivants ou morts : la Sainte-Vierge avec laquelle elle négocie, le fantôme tutélaire de son père assis dans le canapé familial, le fantôme espiègle d'un amoureux perché dans un arbre. Elle rit et pleure à contretemps, un rien la perturbe, comme le regard inquisiteur de sa mère ou le baiser qu’elle reçoit du jeune premier de la pièce qu’elle répète.

## Fiche technique
- Titre : Actrices
- Réalisation : Valeria Bruni Tedeschi (assistant réalisateur : Sébastien Matuchet)
- Scénario : Valeria Bruni Tedeschi, Noémie Lvovsky et Agnès de Sacy (Collaboration au scénario)
- Direction de la photographie : Jeanne Lapoirie
- Montage : Anne Weil
- Décoration : Emmanuelle Duplay
- Costumes : Caroline de Vivaise
- Son : François Waldedisch et Fabien Adelin
- Musique originale : Julien Civange (piano no 3)
- Directeur de production : Sylvain Monod
- Distribution : Mars distribution
- Producteurs : Marc Missonnier et Olivier Delbosc
- Production : Fidélité Films
- Date de sortie : 26 décembre 2007
- Genre : comédie dramatique
- Durée : 107 min

## Distribution
- Valeria Bruni Tedeschi : Marcelline
- Noémie Lvovsky : Nathalie
- Mathieu Amalric : Denis
- Louis Garrel : Éric
- Valeria Golino : Nathalia Petrovna
- Marisa Borini : la mère
- Maurice Garrel : le père
- Simona Marchini : la tante
- Bernard Nissille : Jean-Paul
- Olivier Rabourdin : Marc
- Laetitia Spigarelli : Juliett
- Gilles Cohen : Jean-Luc, le régisseur
- Marie Rivière : la costumière
- Frank Demules : le barman
- Souz Chirazi : la gynécologue
- Anne Barry : la dame dans la rue
- Arthur Igual : le moniteur de natation
- Éric Elmosnino : Raymond
- Robinson Stévenin : Julien
- Laurent Grévill : Arthur
- Pascal Bongard : le prêtre
- Brian Mac Cormack : le professeur d'anglais

## Réception critique
Présenté en sélection officielle au 60e Festival de Cannes, Actrices a obtenu le prix spécial du jury dans la section Un Certain Regard. La présidente du jury de cette section était Pascale Ferran.